# Saïda Akherraze
Saïda Akherraze est une footballeuse française née le 4 novembre 1992 à Bourgoin-Jallieu.

## Carrière
Née à Bourgoin-Jallieu en France de  parents marocains. Elle est formée à l'Olympique lyonnais, elle y a fait ses débuts en D1 féminine ainsi qu'en Ligue des champions.
Afin de trouver du temps de jeu, elle rejoint l'En Avant de Guingamp à l'été 2011. Après une saison passée dans les Côtes-d'Armor, elle signe au Paris Saint-Germain durant l'été 2012.

## Statistiques
| Saison                | Club                  | Championnat           | Championnat | Championnat | Coupe(s) nationale(s) | Coupe(s) nationale(s) | Compétition(s) continentale(s) | Compétition(s) continentale(s) | Compétition(s) continentale(s) | Total | Total |
| Saison                | Club                  | Division              | M.          | B.          | M.                    | B.                    | Comp.                          | M.                             | B.                             | M.    | B.    |
| 2008-2009             | Olympique lyonnais    | Division 1            | -           | -           | 1                     | 0                     | -                              | -                              | -                              | 1     | 0     |
| 2009-2010             | Olympique lyonnais    | Division 1            | 3           | 0           | 1                     | 0                     | WCL                            | 1                              | 0                              | 5     | 0     |
| 2010-2011             | Olympique lyonnais    | Division 1            | -           | -           | -                     | -                     | -                              | -                              | -                              | 0     | 0     |
| 2011-2012             | En Avant de Guingamp  | Division 1            | 8           | 0           | 1                     | 0                     | -                              | -                              | -                              | 9     | 0     |
| 2012-2013             | Paris Saint-Germain   | Division 1            | 11          | 0           | -                     | -                     | -                              | -                              | -                              | 11    | 0     |
| 2013-2014             | AS Saint-Étienne      | Division 1            | 3           | 0           | -                     | -                     | -                              | -                              | -                              | 3     | 0     |
| Total sur la carrière | Total sur la carrière | Total sur la carrière | 25          | 0           | 3                     | 0                     | -                              | 1                              | 0                              | 29    | 0     |

## Palmarès
Olympique lyonnais (2)
- Championnat de France (1) :
  - Championne : 2010
- Ligue des champions (1)
  - Vainqueure : 2011